# Winona (Missouri)
Winona és una població dels Estats Units a l'estat de Missouri. Segons el cens del 2000 tenia 1.290 habitants.

## Demografia
Segons el cens del 2000, Winona tenia 1.290 habitants, 525 habitatges, i 343 famílies. La densitat de població era de 132,1 habitants per km².
Dels 525 habitatges en un 35% hi vivien nens de menys de 18 anys, en un 49,3% hi vivien parelles casades, en un 13% dones solteres, i en un 34,5% no eren unitats familiars. En el 30,9% dels habitatges hi vivien persones soles el 17,5% de les quals corresponia a persones de 65 anys o més que vivien soles. El nombre mitjà de persones vivint en cada habitatge era de 2,46 i el nombre mitjà de persones que vivien en cada família era de 3,09.
Per edats la població es repartia de la següent manera: un 30,4% tenia menys de 18 anys, un 8,2% entre 18 i 24, un 26,1% entre 25 i 44, un 21,3% de 45 a 60 i un 14% 65 anys o més.
L'edat mediana era de 34 anys. Per cada 100 dones de 18 o més anys hi havia 81,4 homes.
La renda mediana per habitatge era de 18.640 $ i la renda mediana per família de 24.000 $. Els homes tenien una renda mediana de 21.912 $ mentre que les dones 15.865 $. La renda per capita de la població era d'11.564 $. Entorn del 28,4% de les famílies i el 34,7% de la població estaven per davall del llindar de pobresa.

## Poblacions més properes
El següent diagrama mostra les poblacions més properes.